# 한강나이트워크42K

한강나이트워크42K

국내 유일 야간 워킹레이스 한강나이트워크42K (Hangang Night Walk 42K) 
(주)블렌트에서 주최하고, 서울특별시한강사업본부가 후원한다.
대한민국 유일의 야간 워킹 레이스 ‘'한강나이트워크42K는 매년 뜨거운 7월의 마지막 주 토요일에 개최된다.
2016년 42K, 25K로 처음 시작해서 2017년 15K의 추가로 총 3개 코스로 운영되어 운동 수준에 따른 선택의 폭도 넓다. 
마라톤 풀 코스 거리를 걷는 42K 코스는 평소 운동을 꾸준히 즐기는 이들이 자신의 한계를 시험해 볼 만한 종목이다. 
늦은 저녁부터 동이 틀 때까지 한강의 다채로운 야경을 마주하며 걷다 보면 일상에서 도달할 수 없는 깊은 사색에 빠져들 수 있다. 
마라톤에선 얻을 수 없는 장거리 걷기만의 매력이다. 
선선한 새벽 공기 속에서 해돋이를 바라보며 42km 결승점을 통과할 때의 감동은 짜릿함 그 자체일 것이다. 풀 코스 거리가 부담스럽다면 25K와 15K 종목을 선택하면 된다. 
가능한 한 다양한 한강 야경을 감상할 수 있도록 출발 시간과 코스를 최적으로 구성했다. 
'한강나이트워크42K’는 ‘어반 스포츠’의 새로운 콘셉트를 제시하는 대회다. 
도심 속에서 자연과 하나 되는 힐링 스포츠 가 그것이다. 우선 15 ~ 42km 에 이르는 장거리 종목을 통해 걷기의 깊은 매력을 느낄 수 있으며 
한강 남북단을 넘나드는 코스에서 한강이 가진 생태공원으로서의 진면목을 발견할 수 있다.  
2019년 7월 27일 토요일, 여의도 한강공원 녹음수광장에서 4회 대회를 진행할 예정이다.
아름다운 한강의 야경을 만끽할 수 있는 42km 코스는 20시, 25km 코스는 23시, 15km 코스는 19시와 24시에 출발하며 제한 시간은 각각 11시간과 6시간 30분, 4시간이다. 

## 오시는길
- 여의도 한강공원 녹음수광장 (이랜드 크루즈 선착장 앞)
- ● 수도권 전철 5호선 여의나루역

## 코스구성
42K 코스 : 
여의도 한강공원 녹음수광장 - 원효대교 남단 - 동호대교 남단 - 잠실대교 남단 - 광진교 남단- 광진교 북단 - 성수대교 북단 - 반포대교 북단
- 한강대교 북단 - 원효대교 북단- 여의도 한강공원 녹음수광장
25K 코스 : 
여의도 한강공원 녹음수광장 - 원효대교 남단 - 한남대교 남단 - 성수대교 남단 - 한남대교 남단 - 반포대교 남단 - 반포대교 북단 - 한강대교 북단
- 원효대교 북단 - 여의도 한강공원 녹음수광장
15K (A,B) 코스 : 
여의도 한강공원 녹음수광장 - 원효대교 남단 - 반포대교 남단 -반포대교 북단 - 원효대교 북단 - 여의도 한강공원 녹음수광장

## 경기방식
비경쟁 
(제한시간)
42Km 코스: 11시간 
25Km 코스: 6시간 30분
15Km 코스: 4시간

## 프로그램
- 공연, 스트레칭, 스폰서존 外 부대행사 운영

## 역대 한강나이트워크42K 행사

### 2016년
- 축제일 : 2016년 7월 30일 ~7월 31일
- 개최 장소 : 여의도 한강공원 민속놀이마당

### 2017년
- 축제일 : 2017년 [[7월 29일] ]~ 7월 30일
- 개최 장소 : 여의도 한강공원 녹음수광장

- 축제일 : 2017년 [[7월 29일] ]~ 7월 30일
- 개최 장소 : 여의도 한강공원 녹음수광장

### 2016 포스터

2016 한강나이트워크42K 포스터2016 한강나이트워크42K 포스터

### 2017 포스터

2017 한강나이트워크42K 포스터2017 한강나이트워크42K 포스터